# Gangseo-gu (Pusan)
Pour l’article homonyme, voir Gangseo-gu, à Séoul.
Gangseo-gu est un arrondissement, ou canton, de la ville de Busan, en Corée du Sud.

## Géographie

### Situation
L'arrondissement Gangseo forme la partie sud-ouest de Busan, une ville portuaire de Corée du Sud, environ 320 km au sud-est, à vol d'oiseau, de la capitale coréenne Séoul.

### Topographie
L'arrondissement Gangseo s'étend sur 181,58 km2,. Le Nord du Gangseo-gu est principalement constitué par le delta du fleuve Nakdong. Le Sud est composé d'une façade maritime, ouverte sur le détroit de Corée, et de quelques îles.

### Démographie
Au 1er octobre 2017, l'arrondissement Gangseo comptait 122 509 habitants (675 hab./km2) dont 46,8 % de femmes et 4,3 % de résidents étrangers. Sa population est en hausse de 9,2 par rapport à l'estimation officielle d'octobre 2016, et de 85 % par rapport à celle d'octobre 2010,.

## Histoire
En 42 apr. J.-C., lorsqu'est constituée la Confédération de Gaya, dans la vallée du fleuve Nakdong, le roi Kim Suro (en) fonde, le long du littoral du sud-est du territoire confédéral, le royaume de Garakguk, aussi connu sous le nom de Geumgwan Gaya,,. En 532, Geumgwan Gaya est annexé par le royaume de Silla, l'un des Trois Royaumes de Corée au VIe siècle. La cité de Geumgwan est établie en 630, comme capitale secondaire (sogyeong) du royaume. Elle est rebaptisée Gimhae en 735, sous le règne du roi Gyeongdeok (en), dans le sud-ouest de la province de Samnyang,. En 1896, sous le règne de Kojong, le district de Gimhae est créé. Deux ans plus tard, parmi les 18 communes rurales composant le district, sont fondées celles de Noksan et de Myeongji. Les communes de Ganddong et Garak commencent à se développer en 1899. Puis, en 1906, la commune de Daejeo est intégrée au district de Gimhae. En 1918, durant la période d'occupation japonaise, les communes de Daejeo et Garak sont fusionnées.
Gangseo-gu est officiellement fondé le 1er janvier 1989. Dans l'ancien territoire du district de Gimhae, il rassemble 78 954 habitants sur une superficie de 170,38 km2. Le premier maire de l'arrondissement est élu le 1er juillet 1995.

## Divisions administratives
L'arrondissement Gangseo est subdivisé en sept quartiers (dong) : Daejeo 1, Daejeo 2, Gadeokdo (île du Sud-Ouest), Ganddong, Garak, Myeongji et Noksan. Ce dernier, situé dans l'Ouest de l'arrondissement, occupe 31 % de la superficie du territoire du Gangseo-gu, et comprend une île dans le détroit de Corée,.

## Transports
L'arrondissement Gangseo est doté d'un aéroport international : l'aéroport international de Gimhae. Créé en août 1958, à Haeundae, sous le nom d'aéroport de Busan Suyeong, il acquiert sa dimension internationale en 1963. Treize ans plus tard, il est rebaptisé aéroport international de Gimhae, et déplacé dans le quartier Daejeo 2. Dans les années 2010, l'aéroport accueille environ dix millions de passagers par an,.